# Équilibrage d'une équation chimique par la méthode des demi-réactions en milieu acide
L'équilibrage d'une équation chimique par la méthode des demi-réactions en milieu acide (oxydoréduction ou redox) requiert premièrement de connaître les deux couples des composés qui vont réagir soit en calculant le degré d'oxydation, soit avec la règle du gamma (il faut pour cela connaître les potentiels).
On peut ainsi prévoir que l'oxydant du premier couple va réagir avec le réducteur du second couple, ou inversement le réducteur du premier couple va réagir avec l'oxydant du second couple.
Pour un couple de composés, le premier désigné est toujours l'oxydant et le second le réducteur. Ainsi, dans Fe3+/Fe2+, Fe3+ est l'oxydant et Fe2+ le réducteur.
Voici les six étapes pour équilibrer une demi-équation : Équilibrage d'une équation chimique par la méthode des tâtonnements
1: Écrire l'oxydant et le réducteur de part et d'autre d'une double-flèche.
2: Équilibrer les atomes autres que l'oxygène et l'hydrogène .
3: Équilibrer les atomes d'oxygène en ajoutant autant de molécules de H2O dans l'autre côté.
4: Équilibrer les atomes d'hydrogène en ajoutant autant des ions H+ de l'autre côté.
5: Convertir les H+ de l'autre côté.
6: Équilibrer les charges à l'aide des électrons .

## Mg+hbr/h2+mgbr2
Soit les couples Fe3+ / Fe2+ et MnO4− / Mn2+.
Étape 1
Chaque demi-équation doit être multipliée par le nombre d'électrons de l'autre demi-équation. L'oxydant du couple 1 réagira avec le réducteur du couple 2 (d'après la règle du gamma).
Mg+hbr/h2+mgbr2
Bilan :
5Fe2+ + MnO4−→ 5Fe3+ + Mn2+
Étape 2
Équilibrer les O et les H+ avec des H2O
5Fe2+ + MnO4−  →   5Fe3+ + Mn2+ + 4H2O
Étape 3
Équilibrer les charges avec les H+
5Fe2+ + MnO4−+ 8H+ →  5Fe3+ + Mn2+ + 4H2O
Équation finale
Les charges sont déjà équilibrées : aucun électron ne doit apparaître dans l'équation finale
5Fe2+ + MnO4− + 8H+ →  5Fe3+ + Mn2+ + 4H2O